# Kunihiko Takizawa
Kunihiko Takizawa (滝澤 邦彦 Takizawa Kunihiko?, nacido el 20 de abril de 1978 en Fuchū, Tokio) es un exfutbolista japonés. Jugaba de centrocampista y su último club fue el RSU FC.

## Trayectoria

### Clubes
| Club                 | País      | Año         |
| -------------------- | --------- | ----------- |
| Nagoya Grampus Eight | Japón     | 1997 - 2004 |
| Vissel Kobe          | Japón     | 2004        |
| JEF United Chiba     | Japón     | 2005        |
| Yokohama FC          | Japón     | 2006 - 2008 |
| Tokyo Verdy          | Japón     | 2009        |
| Bangkok Glass FC     | Tailandia | 2010 - 2011 |
| RSU FC               | Tailandia | 2012        |
| Ayutthaya FC         | Tailandia | 2013        |
| RSU FC               | Tailandia | 2014        |

## Palmarés

### Títulos nacionales
| Título             | Club                 | País  | Año  |
| ------------------ | -------------------- | ----- | ---- |
| Copa del Emperador | Nagoya Grampus Eight | Japón | 1999 |
| Copa J. League     | JEF United Chiba     | Japón | 2005 |
| J2 League          | Yokohama FC          | Japón | 2006 |